# Марія Хосе Рібера
Марія Хосе Рібера (ісп. María José Ribera, 28 жовтня 1996) — болівійська плавчиня. Учасниця Чемпіонату світу з водних видів спорту 2017, де в попередніх запливах на дистанції 50 метрів на спині посіла 53-тє місце і не потрапила до півфіналу.